# Vulcão Orosí
O Orosí é um vulcão da Costa Rica, localizado na cordilheira de Guanacaste, no cantão de La Cruz, província de Guanacaste, próximo da cidade de La Cruz e próximo da fronteira norte com a Nicarágua.
Não tem registrado atividade eruptiva desde a época pré-hispânica.
Se estima que sua última erupção sucedeu no ano 3500 A.C. aproximadamente. Tem 1659 m de altitude.
A área próxima ao vulcão atrai muitos ecoturistas, devido à sua biodiversidade (que inclui o Parque Nacional Guanacaste).
Na base do vulcão se encontra a estação biológica Maritza, que investiga a biologia aquática), fundada em conjunto com o Centro de Investigação da Água Stroud, da Academia de Ciências Naturais da Filadélfia.
Não deve confundir-se o nome deste vulcão Orosí, palavra aguda e nome do rei indígena Orosí, com o do povo de Orosi, palavra grave. Dado que segundo recentes investigações o idioma chorotega parece haver sido trivocálico e não haver contado com a letra o, é possível que o nome original do rei e do vulcão haja sido Urusí.